# Ammophila bellula
Ammophila bellula är en biart som beskrevs av Menke 1964. Ammophila bellula ingår i släktet Ammophila och familjen grävsteklar. Inga underarter finns listade i Catalogue of Life.